# HanCinema
HanCinema là cơ sở dữ liệu phim điện ảnh và phim truyền hình Hàn Quốc độc lập được tạo bởi Cedric Collemine vào năm 2003. Nó cung cấp thông tin liên quan đến phim Hàn Quốc, phim truyền hình, diễn viên, và một số thông tin liên quan khác.

## Liên kết
- Website chính thức